# София фон Цвайбрюкен-Биркенфелд
София фон Цвайбрюкен-Биркенфелд (на немски: Sophie zu Zweibrücken-Birkenfeld; * 29 март 1593, Ансбах; † 16 ноември 1676, Нойенщайн) от фамилията Вителсбахи, е пфалцграфиня от Пфалц-Цвайбрюкен-Биркенфелд и чрез женитба графиня на Хоенлое-Нойенщайн-Вайкерсхайм.

## Живот
Дъщеря е на пфалцграф и херцог Карл I фон Пфалц-Цвайбрюкен-Биркенфелд (1560 – 1600) и съпругата му принцеса Доротея фон Брауншвайг-Люнебург (1570 – 1649), дъщеря на херцог Вилхелм фон Брауншвайг-Люнебург (1535 – 1592) и принцеса Доротея Датска (1546–1617).
София се омъжва на 17 май 1615 г. в Нойенщайн за граф Крафт VII фон Хоенлое-Нойенщайн-Вайкерсхайм (1582 – 1641). През Тридесетгодишната война (1568 – 1648) фамилията Хоенлое бяга в Ордруф. Крафт VII умира в Регенсбург на 11 октомври 1641 г. и е погребан в Нойенщайн. София става регентка на малолетните си синове в резиденцията „Нойенщайн“.
София умира на 16 ноември 1676 г. в Нойенщайн.

## Деца
София и Крафт VII имат децата: 
- София Магдалена (1616 – 1627)
- Йохан Фридрих I (1617 – 1702), граф в Йоринген, женен за принцеса Луиза Амьона фон Шлезвиг-Холщайн-Норбург (1642 – 1685), дъщеря на херцог Фридрих фон Шлезвиг-Холщайн-Норбург
- Крафт Магнус (1618 – 1670)
- Зигфрид (1619 – 1684), от 1677 г. граф във Вайкерсхайм, женен I. за графиня Мария фон Каунитц (ок. 1620 – 1674), II. за пфалцграфиня София Амалия фон Пфалц-Цвайбрюкен (1646 -1695), дъщеря на пфалцграф Фридрих фон Пфалц-Цвайбрюкен
- Анна Доротея (1621 – 1643), омъжена на 8 декември 1638 г. за граф Йоахим Ернст фон Йотинген-Йотинген (1612 – 1658)
- Волфганг Юлиус (1622 – 1698), от 1677 г. граф на Хоенлое-Нойенщайн, женен I. на 25 август 1666 г. за принцеса София Елеонора фон Холщайн-Пльон (1644 – 1729), II. на 4 септември 1689 г. за графиня Франциска Барбара фон Велц-Вилхермсдорф (1660 – 1718)
- Клара Диана (1623 – 1632)
- Йохан Лудвиг (1625 – 1689), от 1677 г. граф в Кюнцелзау, женен през 1681 г. за графиня Магдалена София фон Йотинген (1654 – 1691)
- Маргарета Хедвиг (1625 – 1676), омъжена на 26 септември 1658 г. за пфалцграф Карл II Ото фон Цвайбрюкен-Биркенфелд (1625 – 1671)
- Шарлота Сузанна Мария (1626 – 1666), омъжена през 1650 г. за Лудвиг Вирих фон Левенхаупт, граф фон Разеборг (1622 – 1668)
- София Магдалена (1628 – 1680)
- Ева Крафтелина (1629 – 1651)
- Филип Максимилиан Йоханес (* 31 януари 1630; † 22 март 1658), убит в дуел в Нидерландия, погребан във Вайкерсхайм
- Елеанора Клара (1632 – 1709), омъжена на 14 юни 1662 г. за граф Густав Адолф фон Насау-Саарбрюкен(1632 – 1677)